# Velmovice
Velmovice (německy Welka nebo Welmovitz) jsou malá vesnice, část města Chýnov v okrese Tábor v Jihočeském kraji. Nachází se asi 2,5 kilometru severně od Chýnova. Velmovice jsou také název katastrálního území o rozloze 1,14 km².

## Historie
První písemná zmínka o vesnici pochází z roku 1267. V roce 1651 ve vsi žilo sedmnáct poddaných. Dva z nich byli sedláci, dva chalupníci a funkci rychtáře zastával Jakub Petrů.

## Obyvatelstvo
| Rok            | 1869 | 1880 | 1890 | 1900 | 1910 | 1921 | 1930 | 1950 | 1961 | 1970 | 1980 | 1991 | 2001 | 2011 | 2021 |
| -------------- | ---- | ---- | ---- | ---- | ---- | ---- | ---- | ---- | ---- | ---- | ---- | ---- | ---- | ---- | ---- |
| Počet obyvatel | 143  | 143  | 146  | 140  | 138  | 108  | 115  | 117  | 100  | 91   | 68   | 54   | 59   | 67   | 70   |
| Počet domů     | 14   | 15   | 18   | 18   | 17   | 17   | 19   | 25   | 25   | 26   | 22   | 27   | 29   | 30   | 30   |

## Obecní správa
Při sčítání lidu v letech 1850–1899 Velmovice byly osadou obce Dobronice u Chýnova v okrese Tábor. V letech 1900–1980 byly osadou obce Kloužovice v okrese Tábor. Od 1. července 1980 jsou částí města Chýnov v okrese Tábor.